# Tunggalroso
Tunggalroso is een bestuurslaag in het regentschap Kebumen van de provincie Midden-Java, Indonesië. Tunggalroso telt 2271 inwoners (volkstelling 2010).